# Colonne sonore di Maison Ikkoku - Cara dolce Kyoko
Questa pagina raccoglie tutti i CD contenenti la colonna sonora dell'anime Maison Ikkoku - Cara dolce Kyoko, realizzata dal compositore giapponese Kenji Kawai.

## Maison Ikkoku Koi suru Kimochi
Maison Ikkoku Koi suru Kimochi è un CD musicale ispirato all'anime Maison Ikkoku - Cara dolce Kyoko. È una raccolta delle sigle dell'anime, alternate ad alcuni drama, dei brevi monologhi dei doppiatori della serie.
Tracce
1. Kanashimi yo konnichi wa - 3:45
2. SC-1 - 1:05
3. Melody - 3:49
4. SC-2 - 1:38
5. Yokan - 3:51
6. SC-3 - 0:49
7. Follow you - 3:56
8. SC-4 - 1:05
9. Yume no iriguchi e - 4:05
10. SC-5 - 1:11
11. Tokimeki - 4:01
12. SC-6 - 0.56
13. Sunny Shiny Morning - 3:52
14. SC-7 - 0:42
15. Endless - 4:46

## Maison Ikkoku CD Memorial
Maison Ikkoku CD Memorial è un CD musicale ispirato all'anime Maison Ikkoku - Cara dolce Kyoko. È un cofanetto contenente 13 mini CD singoli con tutte le sigle di apertura, di chiusura e le image songs dell'anime.
Tracce
Disco 1
1. Kanashimi yo konnichiwa
2. Ohikkoshi wasuremono

Disco 2
1. Ashita hareru ka
2. Mō sukoshi tooku

Disco 3
1. Ci-ne-ma
2. BGM - kaerimichi II

Disco 4
1. Alone Again (Naturally)
2. Get Down

Disco 5
1. Yokan
2. Yume no iriguchi e...

Disco 6
1. Fantasy
2. Nureta hitomi no picture

Disco 7
1. Suki sa
2. Omoide ni tsutsumarete

Disco 8
1. Sunny Shiny Morning
2. Younger Girl

Disco 9
1. Sayonara no dessin
2. Suna no atelier

Disco 10
1. Melody
2. Tokimeki

Disco 11
1. Hidamari
2. BGM - Kaze no Symphony

Disco 12
1. Begin the night
2. Itoshisa ga, moeru

Disco 13
1. Glass no Kiss
2. Namida no suzu to kaze

## Maison Ikkoku Kanketsuhen original soundtrack
Maison Ikkoku Kanketsuhen original soundtrack è un CD musicale ispirato all'anime Maison Ikkoku - Cara dolce Kyoko. Si tratta della colonna sonora del film Maison Ikkoku Last Movie.
Tracce
1. I love you - 2:06
2. Widow's lover - 2:14
3. A breath of air - 2:16
4. American woman - 1:39
5. In the moonlight - 4:05
6. Crystal heart - 3:28
7. 6.6.6 - 1:52
8. Kami fubuki - 0:20
9. Wedding dress - 1:09
10. Kanpai! - 0:11
11. Grandmother - 4:03
12. Tsuki to gita - 2:24
13. She-inn - 1:11
14. I need her - 1:02
15. Meri-go-raundo no futari - 3:28
16. Garasu no kissu - 4:26

## Maison Ikkoku Music Shake
Maison Ikkoku Music Shake è un CD musicale ispirato all'anime Maison Ikkoku - Cara dolce Kyoko. È la prima colonna sonora della serie televisiva, contenente tutte le musiche di sottofondo e le sigle.
Tracce
1. Bridge K3 - 0:08
2. Begin the Night - 4:34
3. Bridge part 6  - 0:08
4. Kanashimi yo konnichi wa (insuto 2) - 1:14
5. Isoge Kyōko e - 0:26
6. Mabushii nami shibuki - 0:36
7. Yotsuya no waru fuzake - 0:39
8. Kakeashi - 0:29
9. Enkai baka odori - 0:43
10. Munasawagi - 0:20
11. Kyōko no kimochi o tashikametakute - 2:39
12. Bridge part 7 - 0:07
13. Sōichirō o wasuretakute -  0:44
14. Taiyō ni kokero - 0:44
15. Uchi-yoseru fuan - 0:45
16. Tokimeku futari no yoru - 1:42
17. Pu-ru ni saku hana - 0:31
18. Ashita hareru ka (insuto) - 0:25
19. Ame yadori sono 2 - 0:44
20. Mitaka no sumasshu - 1:09
21. Bridge part 8 - 0:07
22. Otome no Rajio taisō - 0:35
23. Buridji - Buriki no rappa- - 0:12
24. Bukimi-na kehai sono 2 - 1:08
25. Hirusagari no yume - 0:53
26. Ha-to Bi-to - 0:28
27. Godai no shinobi ashi - 0:36
28. Bridge part 9 - 0:08
29. Kanashimi yo konnichiwa (insuto 3) - 1:03
30. Bridge part 10 - 0:07
31. Ikkoku-kan ni obake ga deru zo!! -  0:53
32. Arashi no maebure - 0:47
33. Honobono-shita gogo - 0:54
34. Shiawase na hitotoki - 0:44
35. Happi- Suteppu - 0:47
36. Natsu no kumo sono 2 - 3:21
37. Bridge part 11 - 0:12
38. Yokan (insuto) - 1:15
39. Godai ga Kyōko o omō toki - 1:01
40. Kyōko no kanashimi - 0:24
41. Kozue no de-to - 0:59
42. Ikkoku-kan sōdō - 1:24
1. Yotsuya no akudagumi
2. Bridge
3. Taihen da
4. Yokan (insuto 2)
43. Kōu wa Supo-tsu biyori - 1:38
44. Sakura no hana saku kisetsu - 0:36
45. Kareha mai chiru kisetsu - 0:51
46. Shunpū no yūwaku - 0:33
47. Yūhodō - 0:48
48. Hikaru kaze - 0:28
49. konayuki furu kisetsu - 1:30
50. Sōichirō to kakekko - 1:10
51. Kaze no symphony - sono 2 - 2:02
52. Hashire Ichinose fuufu - 1:01
53. Fuan - 1:03
54. Muchū no Fantasy - sono 2 - 0:52
55. Yokan (insuto 3) - 0:30
56. Alone Again - 3:39

## Maison Ikkoku Music Sour
Maison Ikkoku Music Sour è un CD musicale ispirato all'anime Maison Ikkoku - Cara dolce Kyoko. È la seconda colonna sonora della serie televisiva, contenente tutte le musiche di sottofondo e le sigle.
Tracce
1. Bridge K1 - 0:26
2. Kanashimi yo konnichiwa - 2:03
3. Bridge K2 - 0:11
4. Ogenki desu yo - 0:37
5. Bukimina kehai sono 2 - 0:52
6. Mono omoi - 1:01
7. Bridge part 1 - 0:10
8. Fuanna rōnin seikatsu - 0:45
9. Inrou no TE-MA - 0:46
10. Miagetegoran yoru no tsuki o - 1:07
11. Bridge part 2 - 0:10
12. Kyōko-san, ote o dōzo - 0:49
13. Kondomo chikoku da - 0:34
14. Yume no naka no yume  - 1:14
15. Bridge part 3 - 0:12
16. Fushigina kibun - 0:39
17. Tanoshii o-sanpo - 0:29
18. Fuyu sono 2 - 2:00
19. Aki sono 2 - 2:08
20. Kakeashi sono 2 - 0:46
21. A-nasakenaya - 0:44
22. Madobede hitori - 2:07
23. Bridge part 4 - 0:10
24. Shōdassō no te-mu - 0:48
25. Mō! haru desu ne - 0:33
26. Kataomoi - 1:20
27. Bridge part 5 - 0:11
28. Sagashimono wa nan deshō ne - 0:58
29. Fushigina kōshin - 0:43
30. Kawatta mōsō - 1:07
31. Fushigina okyaku sono 2 - 0:34
32. Mayonaka no osanpo - 0:45
33. Bridge A - 0:11
34. Ikkoku-kan no TE-MA - 2:57
35. Tokeizaka o noboreba  - 0:29
36. Yumeicha sono 2 - 1:11
37. Zamā miro?! - 0:50
38. Enkai wa genkan de - 0:48
39. Shiawase kyokusen - 0:50
40. Nikaidate no aki - 1:45
41. Uesutan agewatan - 0:53
42. Asuna no hitomi - 1:02
43. Tomadoi romansu - 1:08
44. Yotsuya no omowaku futatabi    - 0:45
45. Godai no shūshoku - 0:55
46. Ichinose-san wa kyō mo yuku   - 1:15
47. Muchū no fantasy- - 0:58
48. Kaiseide gomen ne - 1:44
49. Ikinari kanrinin - 0:49
50. Rettsu Kissu - 0:54
51. Hoiku wa supo-tsu - 0:47
52. Sōichirō to hae - 0:47
53. Akemi hajimaru - 0:46
54. Ren'ai kyōjidai - 0:59
55. Yowamushi sono 2 - 1:16
56. Kita no Ikkoku-kan wa.. ame - 1:03
57. Mitaka no sayōnara - 1:05
58. Kyōko machimasu - 0:54
59. Puropo-zu - 2:18
60. Shizukani tashikani haru ga kita - 1:31
61. Fantasy - (instrumental) -  1:20

## Maison Ikkoku Music Blend
Maison Ikkoku Music Blend è un CD musicale ispirato all'anime Maison Ikkoku - Cara dolce Kyoko. È la prima raccolta delle musiche di sottofondo della serie e delle sigle di apertura e chiusura.
La pubblicazione in vinile risale al 21 Settembre 1986, mentre quella in formato CD risale al 21 Dicembre 1990.
Codice prodotto LP: C28G0447
Codice prodotto CD: KTCR-1060.
Tracce
1. Kanashimi yo konnichiwa - 3:59
2. Bridge 5 - 0:13
3. Haru - 3:01
4. Yūgure - 1:06
5. Chidoriashi - 0:31
6. Natsu no kumō - 1:38
7. Fuyu - 0:39
8. Yokan - 3:54
9. Kanashimi - 1:20
10. Ame yadori - 0:36
11. Hitori no yoru - 0:36
12. Ashita hareru ka - 4:35
13. Yume no iriguchi e - 4:05
14. Bridge 11 - 0:24
15. Yume no naka - 1:13
16. Aki - 2:08
17. Gushigi-na okyaku - 0:35
18. Ame-agari - 0:43
19. Bukimi-na kehai - 0:38
20. Kaeri michi - 2:35
21. Kakeashi - 0:34
22. Toru no ame - 1:36
23. Niji - 0:47
24. Mayonaka no hōmonja - 1:02
25. Mono omoi - 2:07
26. Ci-ne-ma - 3:55

## Maison Ikkoku Music Blend 2
Maison Ikkoku Music Blend 2 è un CD musicale ispirato all'anime Maison Ikkoku - Cara dolce Kyoko. È la seconda raccolta delle musiche di sottofondo della serie, e delle sigle di apertura e chiusura.
Tracce
1. Akatsuki ni kane wa naru - 3:33
2. Sunny Shiny Morning - 3:49
3. Sōichirō-san!! - 1:14
4. O-bentō to hōki - 1:06
5. Akemi no haburashi - 1:25
6. Kanashimi yo konnichiwa - 3:58
7. Hidamari no kokuhaku - 2:33
8. Ichinose-san wa kyō mo yuku - 1:12
9. Tenisubo-ru to uwasabanashi - 0:49
10. Jiken - 0:46
11. Sayōnara no Dessin - 4:24
12. Sukisa - 2:48
13. Saka ni tochū no ichiban sei - 3:40
14. Mitaka - Godai!! - 0:39
15. Negai - 0:34
16. Kissu no aru jōkei - 1:02
17. Umeshu baa - 1:05
18. Yukigake no daken - 0:55
19. Yowamushi - 1:03
20. Fantasy - 4:02
21. Kaerazaru kare - 1:01
22. Yume ichiya - 1:10
23. Yotsuya no omowaku - 0:50
24. Enkai shazetsu - 0:36
25. Fukuzatsu ya - 0:52
26. Kyōko-san…!! - 0:56
27. Ai - Yoyake mae - 3:39

## Maison Ikkoku 1992 Music Calendar
Maison Ikkoku 1992 Music Calendar è un CD musicale ispirato all'anime Maison Ikkoku - Cara dolce Kyoko. È una raccolta di tutte le sigle di apertura e chiusura della serie.
Tracce
1. Kanashimi yo konnichiwa
2. Ashita hareru ka
3. Ci-ne-ma
4. Alone again
5. Get down
6. Yokan
7. Fantasy
8. Sukisa
9. Sunny shiny morning
10. Sayōnara no dessan
11. Hidamari
12. Begin the night

## Maison Ikkoku Complete Vocal Collection ~TV Series~
Maison Ikkoku Complete Vocal Collection ~TV Series~ è un CD musicale ispirato all'anime Maison Ikkoku - Cara dolce Kyoko. È una raccolta di tutte le sigle e le image songs dell'anime.
Tracce
1. Kanashimi yo konnichiwa - 3:58
2. Alone Again - 3:40
3. Suki sa - 2:48
4. Sunny Shiny Morning - 3:48
5. Hidamari - 4:02
6. Ashita hareru ka - 4:33
7. Cinema - 3:55
8. Get Down - 2:39
9. Fantasy - 4:02
10. Sayōnara no Dessin - 4:21
11. Begin the Night - 4:32
12. Garasu no kissu - 4:25
13. Kanashimi yo konnichiwa - 3:45
14. Yokan - 3:51
15. Follow you - 3:55
16. Yume no iriguchi e - 4:03
17. Tokimeki - 4:01
18. Endless - 4:48

## Maison Ikkoku Forever Remix
Maison Ikkoku Forever Remix è un CD musicale ispirato all'anime Maison Ikkoku - Cara dolce Kyoko. È una raccolta di remix delle sigle dell'anime.
Tracce
1. Cinema '92 - 6:44
2. Sunny Shiny Morning - 3:55
3. Nureta hitomi no picture - 4:53
4. Fantasy - 5:01
5. Begin the night - 4:03
6. Ashita hareru ka - 4:40
7. Sayōnara no dessan - 4:46
8. Cinema '90 - 4:27
9. Endless - 4:32
10. Kanashimi yo konnichiwa - 3:44

## Maison Ikkoku Party Album - Chachamaru Karaoke Battle
Maison Ikkoku Party Album - Chachamaru Karaoke Battle è un CD musicale ispirato all'anime Maison Ikkoku - Cara dolce Kyoko. Si tratta di un image album, ovvero un CD in cui viene raccontata una storia legata alla serie. I protagonisti di Maison Ikkoku si sfidano in una gara di karaoke, presso il bar Cha Cha Maru. Le ultime tracce sono delle versioni karaoke delle sigle di apertura e chiusura dell'anime.
Tracce
1. Opening
2. Opening theme
3. Chachamaru Karaoke Battle
4. Ci-ne-ma (Hanae Ichinose)
5. Ashita hareru ka (Yotsuya & Godai)
6. Sunny Shiny Morning (Kozue Nanao)
7. Sukisa (Akemi Roppongi)
8. Kanashimi yo konnichiwa (Yusaku Godai)
9. Fantasy (Kyoko Otonashi & Yusaku Godai)
10. Ending theme
11. Ci-ne-ma (karaoke)
12. Ashita hareru ka (karaoke)
13. Sunny Shiny Morning (karaoke)
14. Sukisa (karaoke)
15. Kanashimi yo konnichiwa (karaoke)
16. Fantasy (karaoke)